# بيتر داننبرغ
بيتر أندريفيتش داننبرغ (بالروسية: Пётр Андреевич Данненберг) ـ (9 يونيو 1792 ـ 6 أغسطس 1872) هو قائد عسكري روسي. شارك في شبابه الباكر في مقاومة الغزو الفرنسي لروسيا إبان الحروب النابليونية، فشهد معارك سمولنسك وبورودينو وتاروتينو ومالوياروسلافيتس، واشتهر بشكل خاص بعد خوضه بعض معارك حرب القرم في مركز القيادة، فقد قاد القوات الروسية على جبهة الدانوب في معركة أولتنيتسا، التي انتهت بهزيمة قواته، وعندما انتقل القتال إلى شبه جزيرة القرم، كُلف بقيادة قسم من القوات الروسية المتمركزة في القرم، حيث قاد هجومًا فاشلًا ضد المواقع البريطانية في معركة إنكرمان.